# Édouard Artigas
Édouard Artigas (Parigi, 26 febbraio 1906 – Antibes, 25 febbraio 2001) è stato uno schermidore francese, vincitore di una medaglia d'oro nella scherma ai giochi olimpici.